# Trio para piano (Tchaikovski)
O trio para piano em Lá menor, op. 50, foi escrito pelo compositor Piotr Ilitch Tchaikovski entre dezembro de 1881 e janeiro de 1882 e revisto em abril do mesmo ano.
Teve sua estréia em Moscou, Rússia, em 30 de outubro de 1882, e foi dedicado "à memória de um grande artista", Nikolai Rubinstein.

## Movimentos
1. Pezzo elegiaco — Moderato assai – Allegro giusto
2. A. Tema con variazione — Andante con moto

B. Variazione finale e coda — Allegro risoluto e con fuoco – Andante con moto

## Variações
Var. I —
Var. II — Più mosso
Var. III — Allegro moderato
Var. IV — L'istesso tempo (Allegro moderato)
Var. V — L'istesso tempo
Var. VI — Tempo di Valse
Var. VII — Allegro Moderato
Var. VIII — Fuga – Allegro moderato
Var. IX — Andante fieble, ma non tanto
Var. X — Tempo di Mazurka
Var. XI — Moderato
Variazioni finale — Allegretto risoluto e con fuoco
Coda — Andante con moto – Lugubre

## Instrumentação
- 1 piano
- 1 violino
- 1 violoncelo

## Duração
O trio para piano dura aproximadamente 47 minutos.